# 関門海峡ミュージアム
関門海峡ミュージアム（かんもんかいきょうミュージアム）は福岡県北九州市門司区西海岸にある、福岡県と北九州市により開設された屋内型観光施設。

## 概要
門司港レトロ地区の中核施設として整備された。施設のテーマは「海峡」、コンセプトを「海峡のドラマ館（人・歴史・ロマン）」として、関門海峡にまつわる歴史・文化・自然を紹介。歴史の名場面を展示した「海峡歴史回廊」や大正時代の門司の街並みを再現した「海峡レトロ通り」などがある。館内には、グッズショップや土産品店、レストランがある。
2018年4月より改修工事の為閉館し、2019年9月21日にリニューアルオープンした。
また、海峡ドラマシップ大型駐車場に、春夏期間限定で子ども向けのミニ遊園地「海峡キッズランド」（メリーゴーラウンドなどの遊具を設置、利用の際は料金が必要）が営業している。

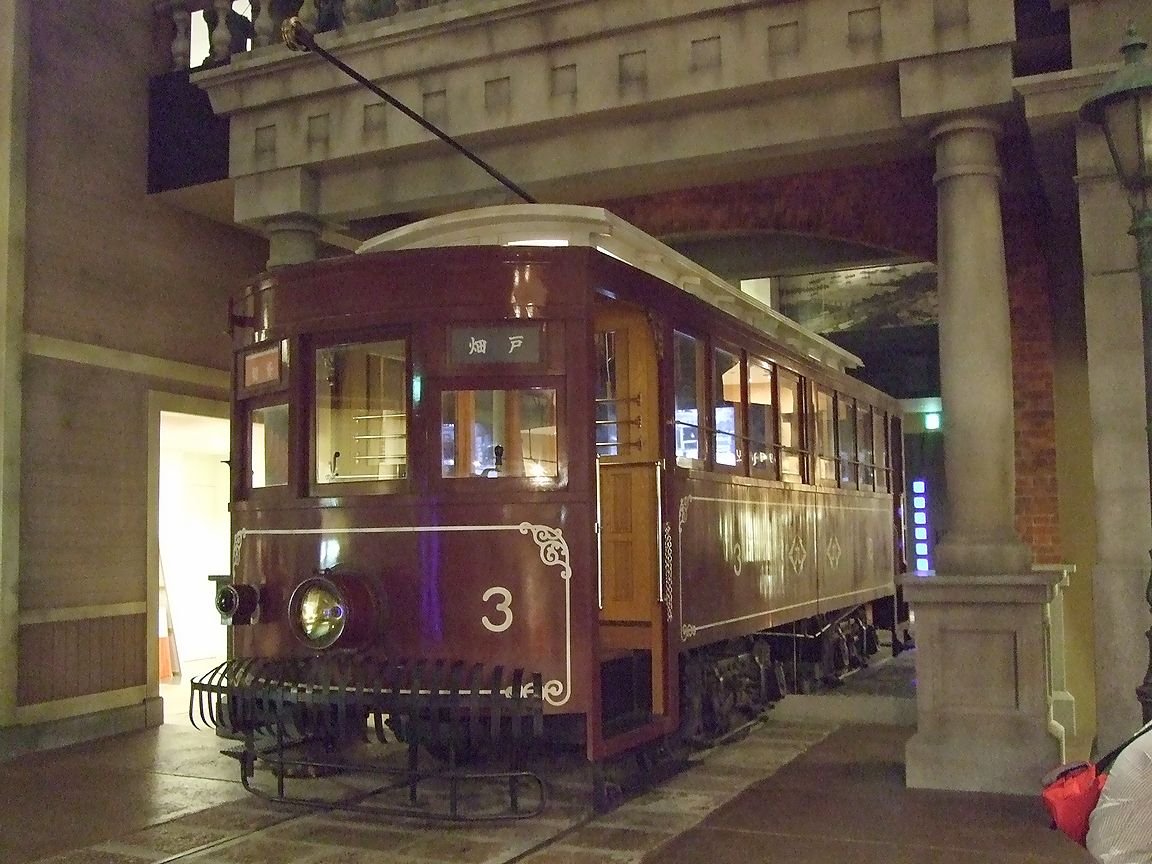
「海峡レトロ通り」にある路面電車（九州電気軌道 1形3）のレプリカ
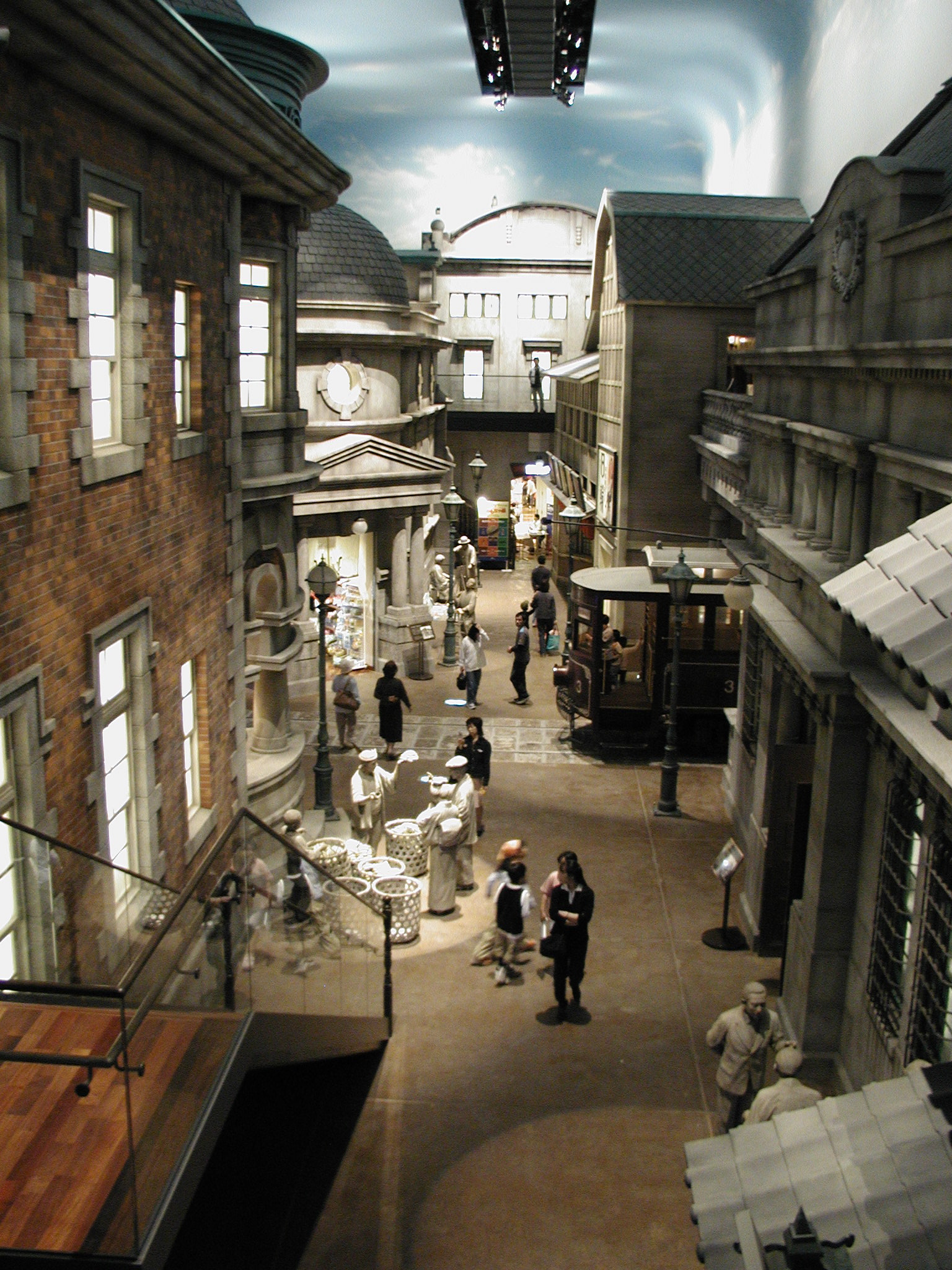
海峡レトロ通り
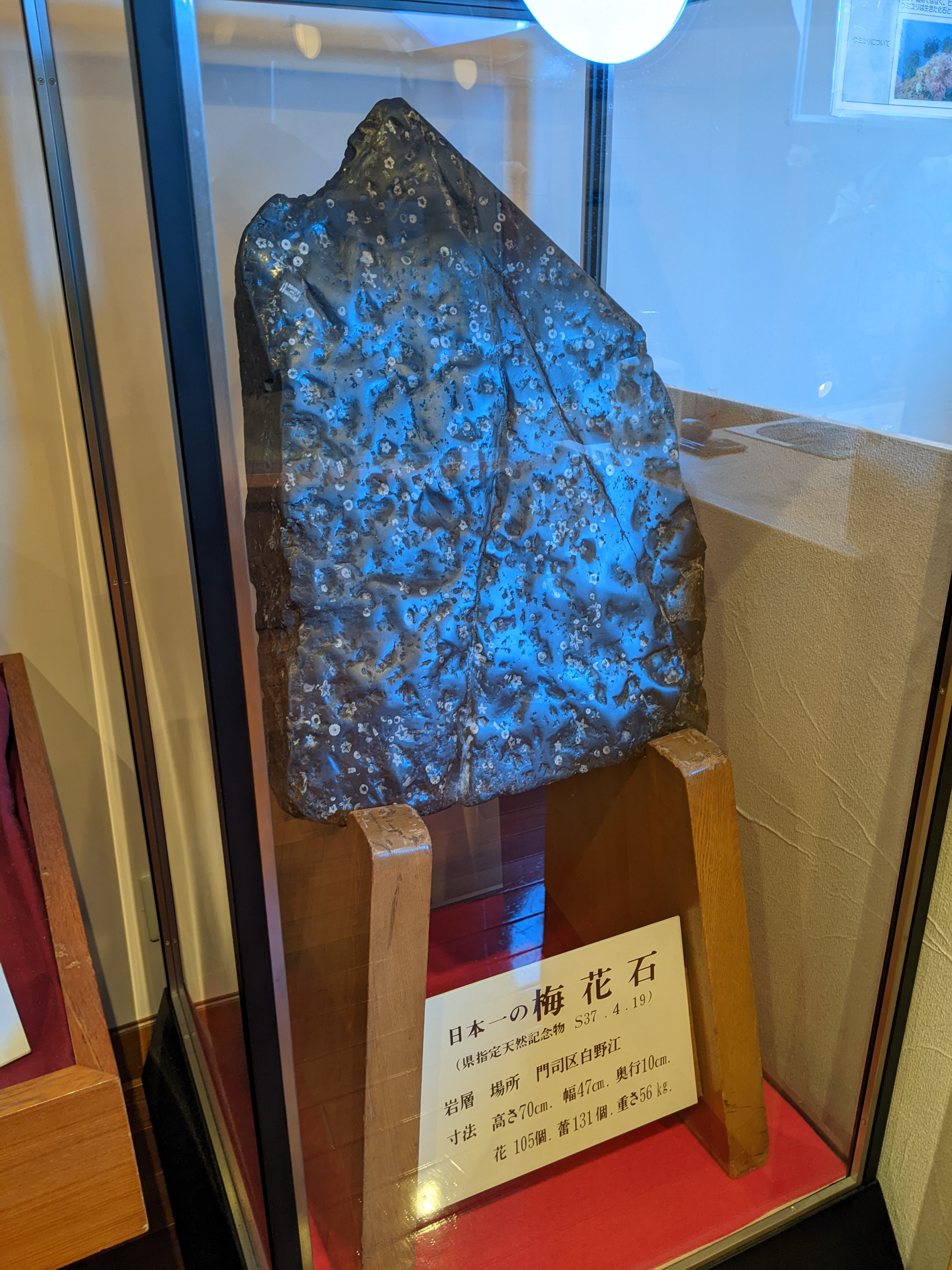
福岡県指定天然記念物「梅花石」

## 催事
- 海峡ドラマシップ寄席 - 2009年1月より奇数月に開催。
- 海峡演劇祭 - 10月-11月に開催。

## 周辺施設
- 門司港桟橋 - 関門汽船（唐戸、巌流島）
- 門司港湾合同庁舎 - 門司税関などが入居。
- ホテルルートイン門司港

## 交通
- JR九州 門司港駅から徒歩5分。
- 関門汽船 門司港桟橋から徒歩4分。
- 関門橋 門司港ICから車で約7分。
- 九州自動車道 門司ICより車で約8分。
- 北九州高速 春日ランプより車で約5分。